# Europapokal der Pokalsieger 1997/98
Der Europapokal der Pokalsieger 1997/98 war die 38. Ausspielung des Wettbewerbs der europäischen Fußball-Pokalsieger. 47 Klubmannschaften nahmen teil, darunter 32 nationale Pokalsieger und 15 unterlegene Pokalfinalisten (Betis Sevilla, FC Luzern, Lewski-1913 Sofia, FC Dinamo Batumi, NK Zagreb, FC Dinaburg, US Luxemburg, Hibernians Paola, HB Tórshavn, FK Sloga Jugomagnat Skopje, FC National Bukarest, NK Primorje, Budapest VSC, ÍBV Vestmannaeyjar und Cwmbran Town). 
Der Titelverteidiger und spanische Pokalsieger FC Barcelona war auch Vizemeister Spaniens geworden und hatte sich so für die UEFA Champions League qualifiziert. Dafür trat Pokalfinalist Betis Sevilla an. Aus Albanien war in dieser Saison kein Vertreter am Start.
Aus Deutschland waren DFB-Pokalsieger VfB Stuttgart, aus Österreich ÖFB-Cupsieger SK Sturm Graz, aus der Schweiz Cupfinalist FC Luzern und aus Liechtenstein Cupsieger FC Balzers am Start.
Das Finale im Råsundastadion von Solna (nahe Stockholm) gewann der FC Chelsea mit 1:0 gegen den VfB Stuttgart. Der FC Chelsea gewann damit nach 1971 seinen zweiten Titel in diesem Wettbewerb.
Torschützenkönig wurde der Italiener Pasquale Luiso von Vicenza Calcio mit 8 Toren.

## Modus
Die Teilnehmer spielten wie gehabt im reinen Pokalmodus mit Hin- und Rückspielen den Sieger aus. Gab es nach beiden Partien Torgleichstand, entschied die Anzahl der auswärts erzielten Tore (Auswärtstorregel). War auch deren Anzahl gleich fand im Rückspiel eine Verlängerung statt, in der auch die Auswärtstorregel galt. Herrschte nach Ende der Verlängerung immer noch Gleichstand, wurde ein Elfmeterschießen durchgeführt. Das Finale wurde in einem Spiel auf neutralem Platz entschieden. Bei unentschiedenem Spielstand nach Verlängerung wäre der Sieger ebenfalls in einem Elfmeterschießen ermittelt worden.

## Qualifikation
Die Hinspiele fanden vom 13. bis 15. August, die Rückspiele am 27./28. August 1997 statt.
|                            | Gesamt |                      | Hinspiel | Rückspiel |
| -------------------------- | ------ | -------------------- | -------- | --------- |
| HB Tórshavn                | 1:7    | APOEL Nikosia        | 1:1      | 0:6       |
| Hibernians Football Club   | 0:4    | ÍBV Vestmannaeyja    | 0:1      | 0:3       |
| Glenavon FC                | 1:5    | Legia Warschau       | 1:1      | 0:4       |
| Cwmbran Town               | 02:12  | FC Național Bukarest | 2:5      | 0:7       |
| FK Žalgiris Vilnius        | 1:2    | Hapoel Be’er Scheva  | 0:0      | 1:2 n. V. |
| Zimbru Chișinău            | 1:4    | Schachtar Donezk     | 1:1      | 0:3       |
| FC Dinaburg                | 2:0    | PFK Kəpəz            | 1:0      | 1:0       |
| FC Kilmarnock              | 3:2    | Shelbourne FC        | 2:1      | 1:1       |
| HJK Helsinki               | 1:3    | Roter Stern Belgrad  | 1:0      | 0:3       |
| FK Sloga Jugomagnat Skopje | 1:4    | NK Zagreb            | 1:2      | 0:2       |
| FC Balzers                 | 1:5    | Budapesti VSC        | 1:3      | 0:2       |
| JK Tallinna Sadam          | 2:5    | Belschyna Babrujsk   | 1:1      | 1:4       |
| NK Primorje                | 3:0    | US Luxemburg         | 2:0      | 1:0       |
| Lewski-1913 Sofia          | 2:3    | ŠK Slovan Bratislava | 1:1      | 1:2       |
| FC Dinamo Batumi           | 2:3    | FC Ararat Jerewan    | 10:3 1   | 2:0       |

## 1. Runde
Die Hinspiele fanden am 18. September, die Rückspiele am 2. Oktober 1997 statt.
|                     | Gesamt |                      | Hinspiel | Rückspiel |
| ------------------- | ------ | -------------------- | -------- | --------- |
| Kocaelispor         | 3:0    | FC Național Bukarest | 2:0      | 1:0       |
| APOEL Nikosia       | 0:4    | SK Sturm Graz        | 0:1      | 0:3       |
| ÍBV Vestmannaeyja   | 2:5    | VfB Stuttgart        | 1:3      | 1:2       |
| Boavista Porto      | 3:4    | Schachtar Donezk     | 2:3      | 1:1       |
| Germinal Ekeren     | 4:3    | Roter Stern Belgrad  | 3:2      | 1:1       |
| AIK Solna           | 1:2    | NK Primorje          | 0:1      | 1:1 n. V. |
| AEK Athen           | 9:2    | FC Dinaburg          | 5:0      | 4:2       |
| Slavia Prag         | 6:2    | FC Luzern            | 4:2      | 2:0       |
| Hapoel Be’er Scheva | 01:14  | Roda JC Kerkrade     | 1:4      | 00:10     |
| NK Zagreb           | 5:6    | Tromsø IL            | 3:2      | 2:4 n. V. |
| FC Kopenhagen       | 5:0    | FC Ararat Jerewan    | 3:0      | 2:0       |
| Belschyna Babrujsk  | 1:5    | Lokomotive Moskau    | 1:2      | 0:3       |
| FC Chelsea          | 4:0    | ŠK Slovan Bratislava | 2:0      | 2:0       |
| OGC Nizza           | 4:2    | FC Kilmarnock        | 3:1      | 1:1       |
| Betis Sevilla       | 4:0    | Budapesti VSC        | 2:0      | 2:0       |
| Vicenza Calcio      | 3:1    | Legia Warschau       | 2:0      | 1:1       |

## 2. Runde
Die Hinspiele fanden am 23. Oktober, die Rückspiele am 6. November 1997 statt.
|                   | Gesamt    |                  | Hinspiel | Rückspiel |
| ----------------- | --------- | ---------------- | -------- | --------- |
| Tromsø IL         | 4:9       | FC Chelsea       | 3:2      | 1:7       |
| Germinal Ekeren   | 4:6       | VfB Stuttgart    | 0:4      | 4:2       |
| Lokomotive Moskau | 2:1       | Kocaelispor      | 2:1      | 0:0       |
| Schachtar Donezk  | 2:5       | Vicenza Calcio   | 1:3      | 1:2       |
| Betis Sevilla     | 3:1       | FC Kopenhagen    | 2:0      | 1:1       |
| AEK Athen         | 2:1       | SK Sturm Graz    | 2:0      | 0:1       |
| OGC Nizza         | (a)3:3(a) | Slavia Prag      | 2:2      | 1:1       |
| NK Primorje       | 0:6       | Roda JC Kerkrade | 0:2      | 0:4       |

## Viertelfinale
Die Hinspiele fanden am 5. März, die Rückspiele am 19. März 1998 statt.
|                  | Gesamt |                   | Hinspiel | Rückspiel |
| ---------------- | ------ | ----------------- | -------- | --------- |
| Roda JC Kerkrade | 1:9    | Vicenza Calcio    | 1:4      | 0:5       |
| Slavia Prag      | 1:3    | VfB Stuttgart     | 1:1      | 0:2       |
| AEK Athen        | 1:2    | Lokomotive Moskau | 0:0      | 1:2       |
| Betis Sevilla    | 2:5    | FC Chelsea        | 1:2      | 1:3       |

## Halbfinale
Die Hinspiele fanden am 2. April, die Rückspiele am 16. April 1998 statt.
|                | Gesamt |                   | Hinspiel | Rückspiel |
| -------------- | ------ | ----------------- | -------- | --------- |
| Vicenza Calcio | 2:3    | FC Chelsea        | 1:0      | 1:3       |
| VfB Stuttgart  | 3:1    | Lokomotive Moskau | 2:1      | 1:0       |

## Finale
| FC Chelsea                                 | FC Chelsea | VfB Stuttgart | VfB Stuttgart | Aufstellung                                |
| ------------------------------------------ | --- | --- | ------------- | ------------------------------------------ |
| FC Chelsea                                 | \| 13. Mai 1998 in Solna (Råsundastadion) \| \| Ergebnis: 1:0 (0:0) \| \| Zuschauer: 30.216 \| \| Schiedsrichter: Stefano Braschi ( Italien) \| | \| 13. Mai 1998 in Solna (Råsundastadion) \| \| Ergebnis: 1:0 (0:0) \| \| Zuschauer: 30.216 \| \| Schiedsrichter: Stefano Braschi ( Italien) \| | VfB Stuttgart | Aufstellung FC Chelsea gegen VfB Stuttgart |
| FC Chelsea                                 | Ed de Goey – Danny Granville, Frank Lebœuf, Michael Duberry, Steve Clarke, Dan Petrescu – Dennis Wise , Roberto Di Matteo, Gustavo Poyet (80. Eddie Newton) – Tore André Flo (71. Gianfranco Zola), Gianluca Vialli Cheftrainer: Gianluca Vialli ( Italien) | Franz Wohlfahrt – Murat Yakin – Thomas Berthold, Thomas Schneider (55. Jochen Endreß) – Marco Haber (75. Kristijan Đorđević), Zvonimir Soldo, Gerhard Poschner, Matthias Hagner (79. Sreto Ristić) – Krassimir Balakow – Fredi Bobic , Jonathan Akpoborie Cheftrainer: Joachim Löw | VfB Stuttgart | Aufstellung FC Chelsea gegen VfB Stuttgart |
| FC Chelsea                                 | 1:0 Gianfranco Zola (71.) | | VfB Stuttgart | Aufstellung FC Chelsea gegen VfB Stuttgart |
| FC Chelsea                                 | Dennis Wise | Jonathan Akpoborie | VfB Stuttgart | Aufstellung FC Chelsea gegen VfB Stuttgart |
| FC Chelsea                                 | Dan Petrescu (85.) | Gerhard Poschner (90.) | VfB Stuttgart | Aufstellung FC Chelsea gegen VfB Stuttgart |
| 13. Mai 1998 in Solna (Råsundastadion)     | | |               |                                            |
| Ergebnis: 1:0 (0:0)                        | | |               |                                            |
| Zuschauer: 30.216                          | | |               |                                            |
| Schiedsrichter: Stefano Braschi ( Italien) | | |               |                                            |

## Eingesetzte Spieler FC Chelsea
| 1.         | FC Chelsea |
| FC Chelsea | - Tor: Ed de Goey (9/-) - Abwehr: Frank Lebœuf (9/-); Dan Petrescu (7/2); Steve Clarke (7/-); Michael Duberry (6/-); Frank Sinclair (5/1); Danny Granville (4/1); Celestine Babayaro (3/-); Bernard Lambourde (3/-); Graeme Le Saux (3/-); Andrew Myers (3/-); Laurent Charvet (1/-) - Mittelfeld: Dennis Wise (9/-); Roberto Di Matteo (8/3); Eddie Newton (7/-); Gustavo Poyet (4/1); Jody Morris (2/-); Paul Hughes (1/-) - Sturm: Gianluca Vialli (8/6); Gianfranco Zola (8/4); Tore André Flo (5/2); Mark Hughes (3/1); Mark Nicholls (2/-) - Trainer: Gianluca Vialli |

## Beste Torschützen
| Rang | Spieler            | Klub             | Tore |
| ---- | ------------------ | ---------------- | ---- |
| 1    | Pasquale Luiso     | L.R. Vicenza     | 8    |
| 2    | Gianluca Vialli    | FC Chelsea       | 6    |
|      | Jonathan Akpoborie | VfB Stuttgart    | 6    |
|      | Peter Van Houdt    | Roda JC Kerkrade | 6    |
| 5    | Fredi Bobic        | VfB Stuttgart    | 5    |
|      | Serhij Atelkin     | Schachtar Donezk | 5    |